# Görres-Gesellschaft
La Görres-Gesellschaft zur Pflege der Wissenschaft im Katholischen Deutschland è un'istituzione culturale cattolica tedesca. 

## Storia
Fu fondata a Coblenza il 25 gennaio 1876, in occasione del centenario della nascita dell'intellettuale cattolico Johann Joseph Görres, con lo scopo di promuovere la ricerca scientifica nei vari campi del sapere.
Comprende otto sezioni: antichità; arte; filosofia; letteratura; scienze giuridiche e politiche; scienze naturali; scienze sociali ed economiche; storia.
Tra le pubblicazioni in materia storiografica della società si ricordano: la rivista Historisches Jahrbuch, Oriens Christianus, Quellen zur Geschichte der Päpstlichen Hof- und Finanzverwaltung, Staatslexikon der Görres-Gesellschaft, Concilium Tridentinum.
Nel 1888 fu aperto a Roma l'Istituto storico della Görres-Gesellschaft per sostenere le ricerche degli studiosi tedeschi nell'Archivio apostolico vaticano.
Furono presidenti della Görres-Gesellschaft Georg von Hertling, Hermann Von Grauert e Heinrich Finke.
Fu dissolta nel 1941 dal regime nazista, che ne confiscò i beni, ma fu ricostituita nel 1948.